# درداق‌تپه (شهرستان آق‌سی)
درداق‌تپه (به لاتین: Dardak-Döbö) یک منطقهٔ مسکونی در قرقیزستان است که در شهرستان آق‌سی واقع شده‌است. درداق‌تپه ۶۸۵ نفر جمعیت دارد و ۸۸۰ متر بالاتر از سطح دریا واقع شده‌است.